# Lijst van gemeenten in Graubünden

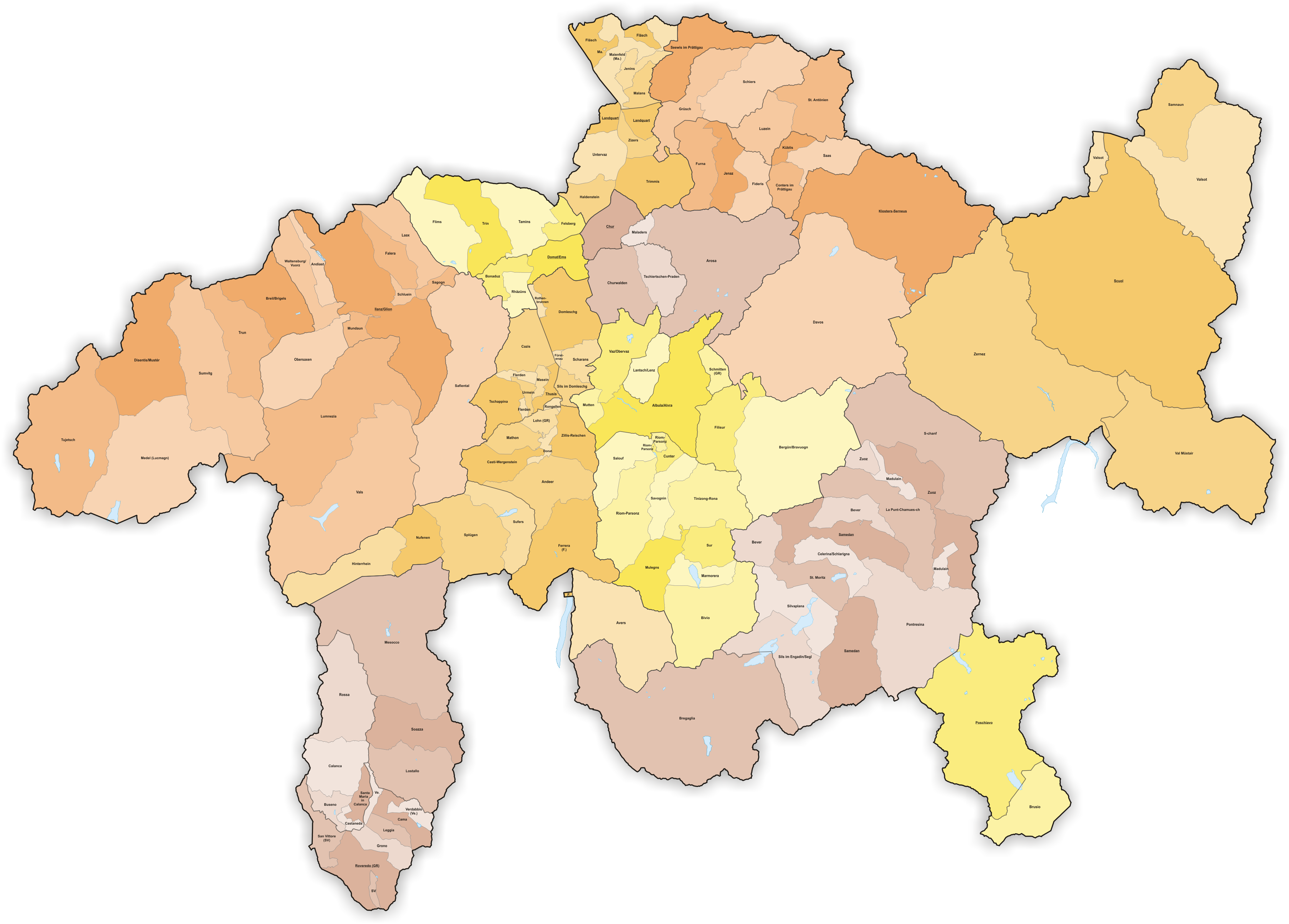
Gemeenten in Graubünden

Er zijn 206 gemeenten in het kanton Graubünden in Zwitserland (januari 2007). Graubünden is het oostelijkste en grootste kanton van Zwitserland.
- Almens
- Alvaneu
- Alvaschein
- Andeer
- Andiast
- Ardez
- Arosa
- Arvigo
- Ausserferrera
- Avers
- Bergün
- Bever
- Bivio
- Bonaduz
- Bondo
- Braggio
- Breil/Brigels
- Brienz/Brinzauls
- Brusio
- Buseno
- Calfreisen
- Cama
- Castaneda
- Castasegna
- Castiel
- Casti-Wergenstein
- Castrisch
- Cauco
- Cazis
- Celerina/Schlarigna
- Chur
- Churwalden
- Clugin
- Conters im Prättigau
- Cumbel
- Cunter
- Davos
- Degen
- Disentis/Mustér
- Domat/Ems
- Duvin
- Falera
- Fanas
- Feldis/Veulden
- Felsberg
- Fideris
- Filisur
- Fläsch
- Flerden
- Flims
- Flond
- Ftan
- Fuldera
- Furna
- Fürstenau
- Grono
- Grüsch
- Guarda
- Haldenstein
- Hinterrhein
- Igis
- Ilanz/Glion
- Innerferrera
- Jenaz
- Jenins
- Klosters-Serneus
- Küblis
- La Punt Chamues-ch
- Laax

- Ladir
- Langwies
- Lantsch/Lenz
- Lavin
- Leggia
- Lohn
- Lostallo
- Lü
- Lüen
- Lumbrein
- Luven
- Luzein
- Madulain
- Maienfeld
- Maladers
- Malans
- Malix
- Marmorera
- Masein
- Mastrils
- Mathon
- Medel (Lucmagn)
- Mesocco
- Molinis
- Mon
- Morissen
- Mulegns
- Müstair
- Mutten
- Nufenen
- Obersaxen
- Pagig
- Parpan
- Paspels
- Peist
- Pignia
- Pigniu
- Pitasch
- Pontresina
- Portein
- Poschiavo
- Praden
- Pratval
- Präz
- Ramosch
- Rhäzüns
- Riein
- Riom-Parsonz
- Rodels
- Rongellen
- Rossa
- Rothenbrunnen
- Roveredo
- Rueun
- Ruschein
- Saas
- Safien
- Sagogn
- Salouf
- Samedan
- Samnaun
- San Vittore
- Santa Maria in Calanca
- Santa Maria Val Müstair
- Sarn
- Savognin
- Says
- S-chanf
- Scharans

- Scheid
- Schiers
- Schlans
- Schluein
- Schmitten
- Schnaus
- Scuol
- Seewis im Prättigau
- Selma
- Sent
- Sevgein
- Siat
- Sils im Domleschg
- Sils im Engadin/Segl
- Silvaplana
- Soazza
- Soglio
- Splügen
- Sankt Antönien
- Sankt Martin
- Sankt Moritz
- Sankt Peter
- Stampa
- Stierva
- Sufers
- Sumvitg
- Sur
- Suraua
- Surava
- Surcuolm
- Susch
- Tamins
- Tarasp
- Tartar
- Tenna
- Thusis
- Tiefencastel
- Tinizong-Rona
- Trans
- Trimmis
- Trin
- Trun
- Tschappina
- Tschiertschen
- Tschierv
- Tschlin
- Tujetsch
- Tumegl/Tomils
- Untervaz
- Urmein
- Valchava
- Valendas
- Vals
- Valzeina
- Vaz/Obervaz
- Vella
- Verdabbio
- Versam
- Vicosoprano
- Vignogn
- Vrin
- Waltensburg/Vuorz
- Wiesen
- Zernez
- Zillis-Reischen
- Zizers
- Zuoz

Bern · 
Genève · 
Glarus · 
Graubünden · 
Schaffhausen